# هالکومب (ویسکانسین)
هالکومب (به انگلیسی: Holcombe) یک منطقهٔ مسکونی در ایالات متحده آمریکا است که در شهرستان چیپوا، ویسکانسین واقع شده‌است. هالکومب ۲۶۷ نفر جمعیت دارد و ۳۱۹٫۱۳ متر بالاتر از سطح دریا واقع شده‌است.